# Геологическая карта
Геологическая карта — карта, отображающая на топографической основе, геологическое строение определённого участка внешней поверхности земной коры. На геологической карте изображается распределение на земной поверхности различных геологических образований. Она строится на основании стратиграфического принципа.
Академик А. А. Борисяк писал, что венцом геологического исследования страны является составление геологической карты.

## Метод составления
В основу составления геологических карт положен следующий метод:
на карте условными знаками (краской, штриховкой, буквенными индексами и др.) показывается распространение осадочных пород различного возраста (породы одного и того же возраста изображаются одним знаком), магматических пород и разрывных тектонических нарушений. По форме границ на карте судят о геологических структурах, условиях залегания, соотношениях горных пород и о поведении пластов на глубине.
Геологические карты составляют в ходе полевых съёмок и камеральными методами с широким привлечением данных бурения, геофизических материалов, результатов аэрокосмического зондирования. Эти карты используют, главным образом, для прогноза и разведки полезных ископаемых, оценки условий освоения территорий, строительства, охраны недр.

## Типы карт

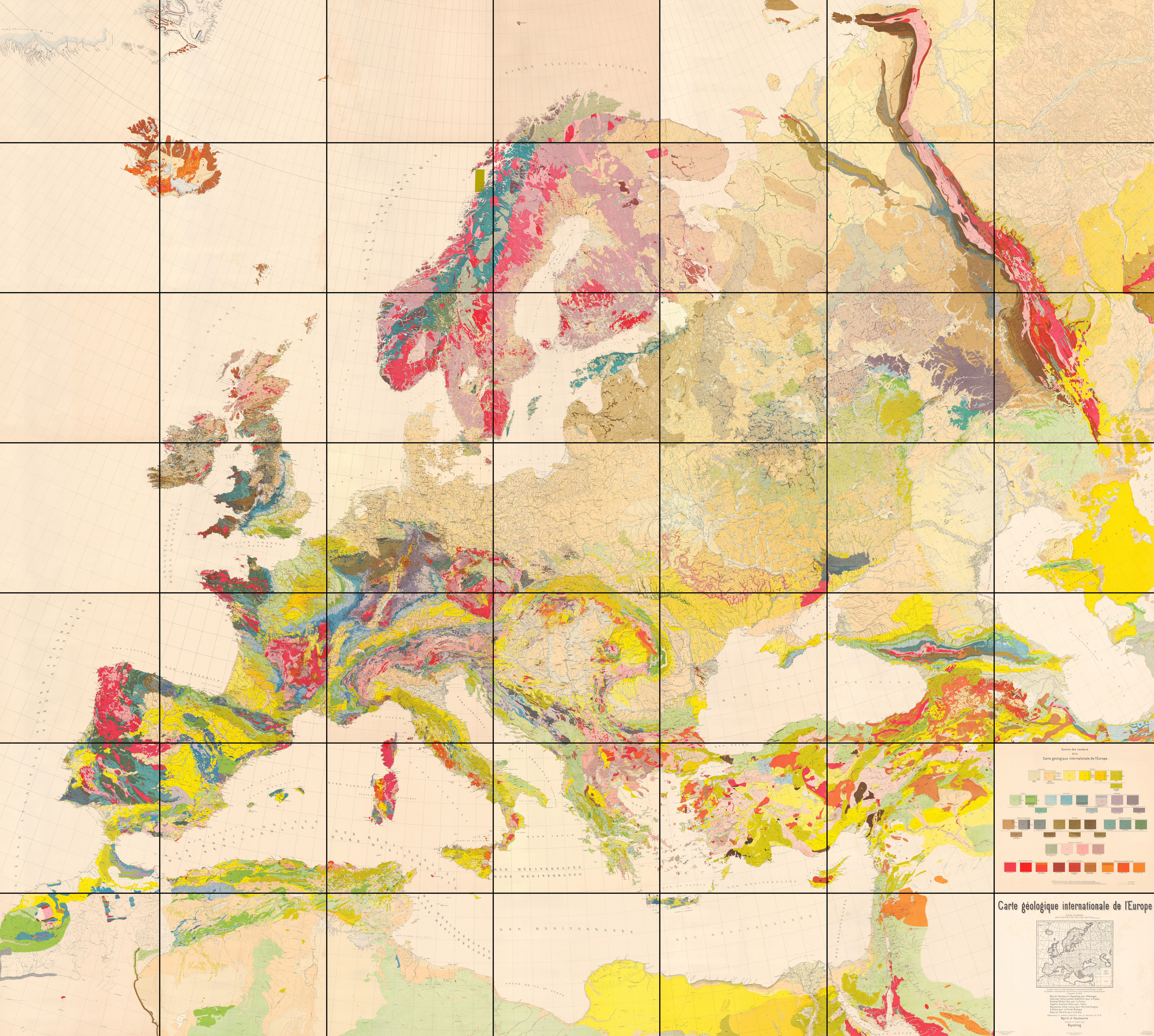
Геологическая карта Европы, 1881

Геологические карты делятся по объектам картографирования на основные типы:
1. Стратифицированные (стратиграфические)
2. Нестратифицированные (магматические, метаморфические, импактные)
3. Прочие тематические карты

В зависимости от содержания и назначения выделяют карты:
- геоморфологические
- геофизические
- геохимические
- геоэкологические
- гидрогеологические
- инженерно-геологические
- литологические, литолого-петрографические, литолого-фациальные
- металлогенические
- неотектонические
- палеогеологические
- палеогеографические
- полезных ископаемых
- стратиграфические
- тектонические
- четвертичных отложений
- и другие…

### Масштаб
По масштабу геологические карты делятся на:
1. мелкомасштабные или обзорные (более 1:500 000)
2. среднемасштабные (1:200 000 — 1:100 000)
3. крупномасштабные или детальные (1:50 000 — 1:25 000)
4. более детальные (менее 1:10 000).

Геологические карты составляются для отдельных регионов, стран или международные.
- Государственная геологическая карта
- Геологическая карта мира

## История

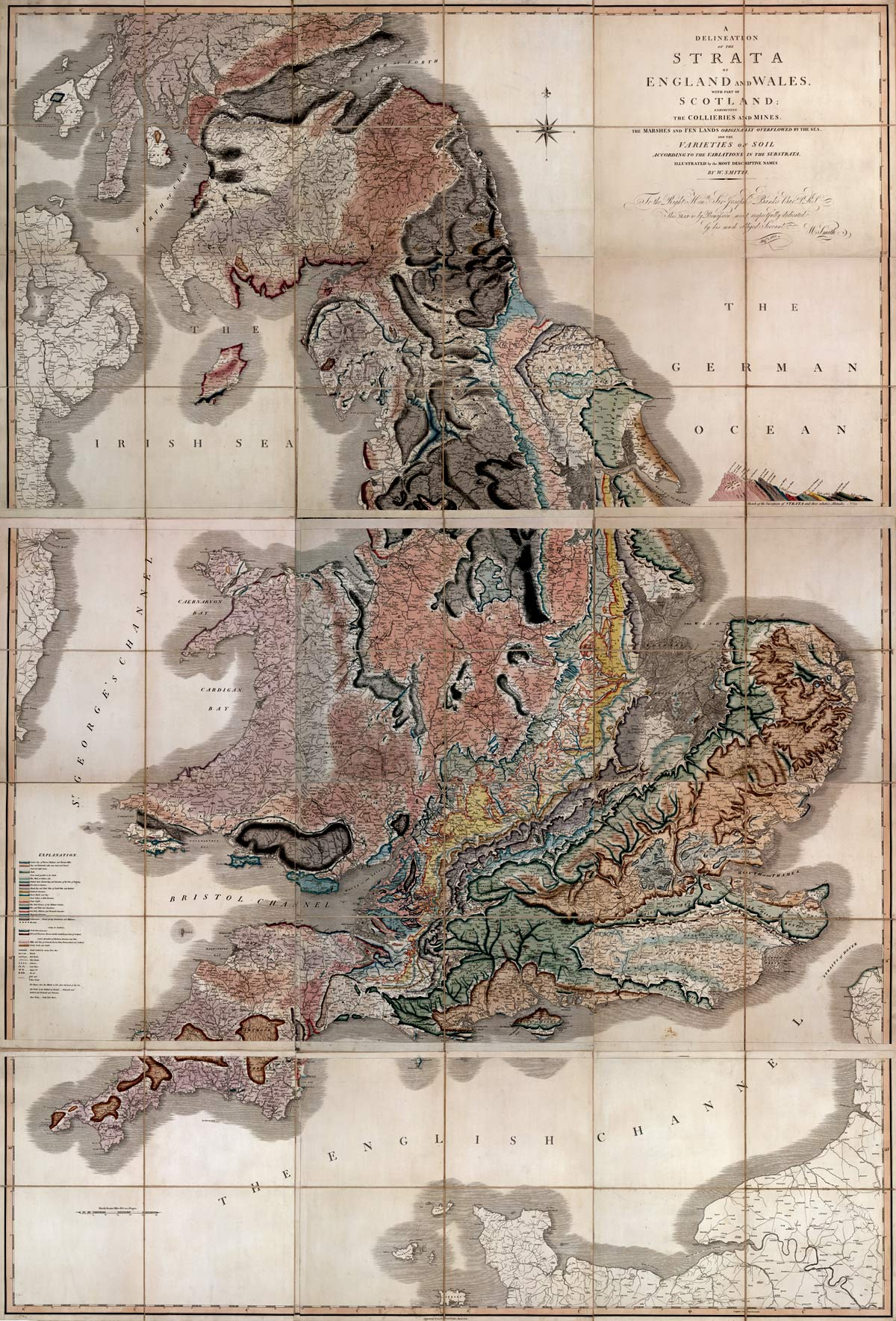
Первая региональная геологическая карта, 1815

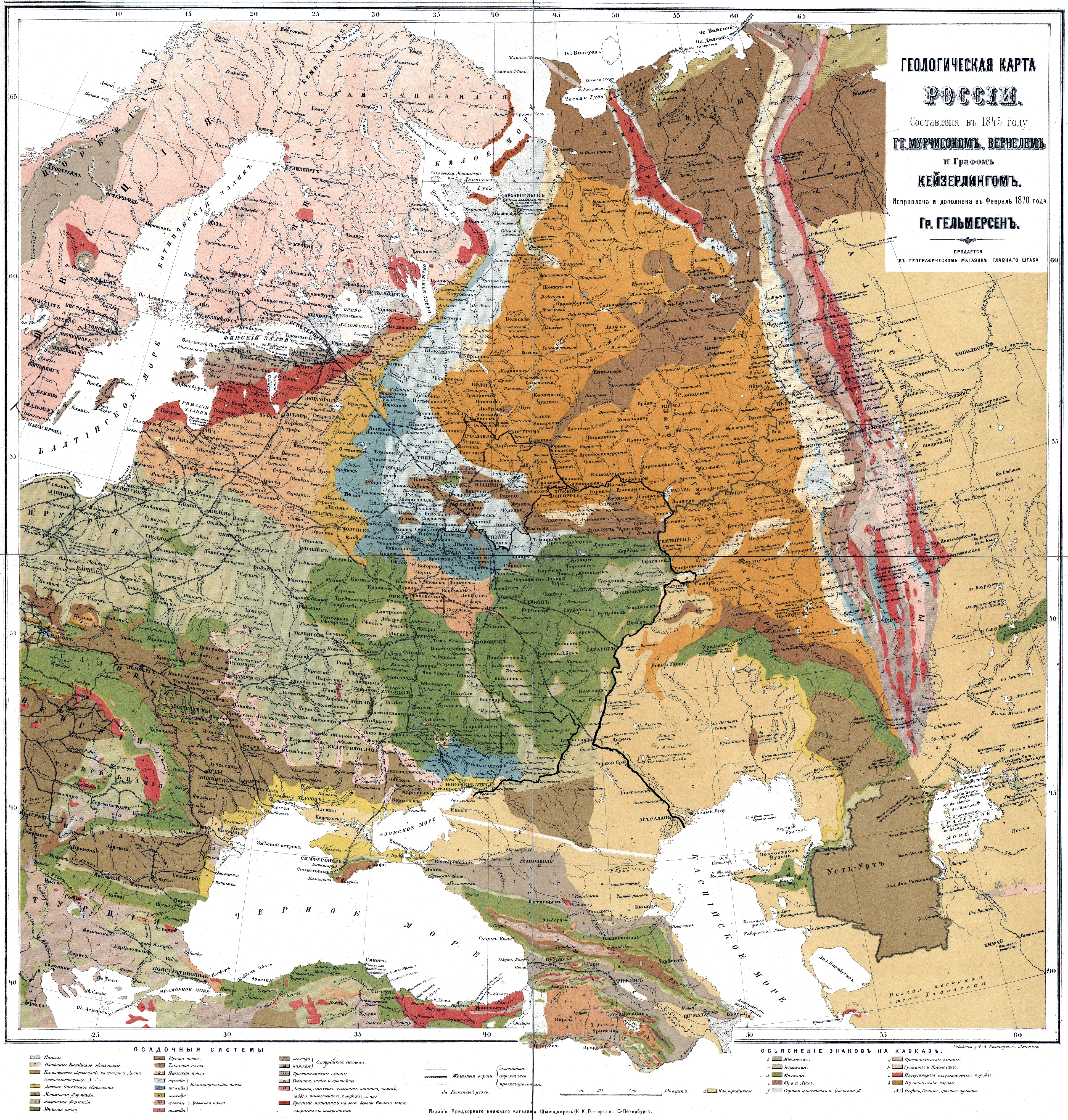
Геологическая Карта Европейской России и Урала, 1845

Древнейшей геологической картой дошедшей до нашего времени считается Туринская папирусная карта, созданная около 1150 г. до н. э. в Древнем Египте.
В 1683 году Мартин Листер предложил Лондонскому королевскому обществу обозначать на картах почвы и минералы. Это считается моментом рождением геологической съёмки и геологических карт.
В 1815 году английским геологом Уильямом Смитом впервые опубликована карта, отображающая геологическое строение целого региона — Геологическая карта Англии и Уэльса. Его карта содержит упорядоченные горные пласты, выделенные по содержащимся в них окаменелостям.
Зарождение геологической картографии в России связано с организацией Петром I в 1703 году Рудного приказа, преобразованного в 1719 г. Бергколлегию в Санкт-Петербурге.

### Основные этапы развития геологической картографии в России
1710—1880 — начало региональных геологических исследований, составление мелкомасштабных полосовых карт и первых обзорных схем и карт с нанесением геологических объектов.
- Первая геологическая карта-схема для европейской части России (ещё не полная и в основном петрографическая) была составлена англичанином У. Странгвейсом в 1824 году[8].
- К 1839 году были подготовлены обзорные геологические карты главных горных округов России.
- 1841 — карта Г. П. Гельмерсена[9]
- 1845 — геологическая карта Р. И. Мэрчисона и Э. Вернейлья[10].

1880—1910 — организация Геологического комитета (1882) и начало систематической геологической съемки территории России в м. 1:420 000 и детальных съемок в м. 1:168 000 — 1:42 000 пром. р-нов (Донбасс, Урал), публикация геологических карт Европейской России в м. 1:2 520 000 (1892, 1916) и 1:6 300 000 (1897), разработка первой унифицированной системы условных обозначений карт (А. П. Карпинский, 1882), начало (1893) составления российских листов Международной геологической карты Европы в м. 1:1 500 000.
1920—1950 — геологические и гидрогеологические съемки в м. 1:200 000 — 1:1 000 000, начало 1-го издания Гос. геол. карты в м. 1:1 000 000 (1938), издание обзорных геологических карт азиатской части СССР в м. 1:10 520 000 (1922) и 1:4 200 000 (1925), карт СССР в м. 1:5 000 000 (1937) и 1:2 500 000 (1940).
1950—1990 — Постановление Совета Министров СССР (1954) о региональном геологическом изучении страны и издании карт, массовые съемки в м. 1:200 000, 1: 50 000, развертывание 2-го издания Гос. геол. карты в м. 1:1 000 000.
1990—2000 — перестройка системы геологического картографирования, разработка новой концепции регионального геологического изучения России, начало работ по подготовке второго издания Гос. геол. и гидрогеол. карты в м. 1: 200 000, геоэкологическому картографированию в м. 1:200 000 и 1:1 000 000, составление Геол. атласа России в м. 1:10 000 000 (1996).
C 2000 года — развитие геоинформационных систем и 3D моделирования.
- Геологическая карта России и прилегающих акваторий (масштаб 1:2 500 000)[12].